# Mallotus insularum
Mallotus insularum är en törelväxtart som först beskrevs av Airy Shaw, och fick sitt nu gällande namn av Slik. Mallotus insularum ingår i släktet Mallotus och familjen törelväxter. Inga underarter finns listade i Catalogue of Life.